# 中和市綜合遊樂園

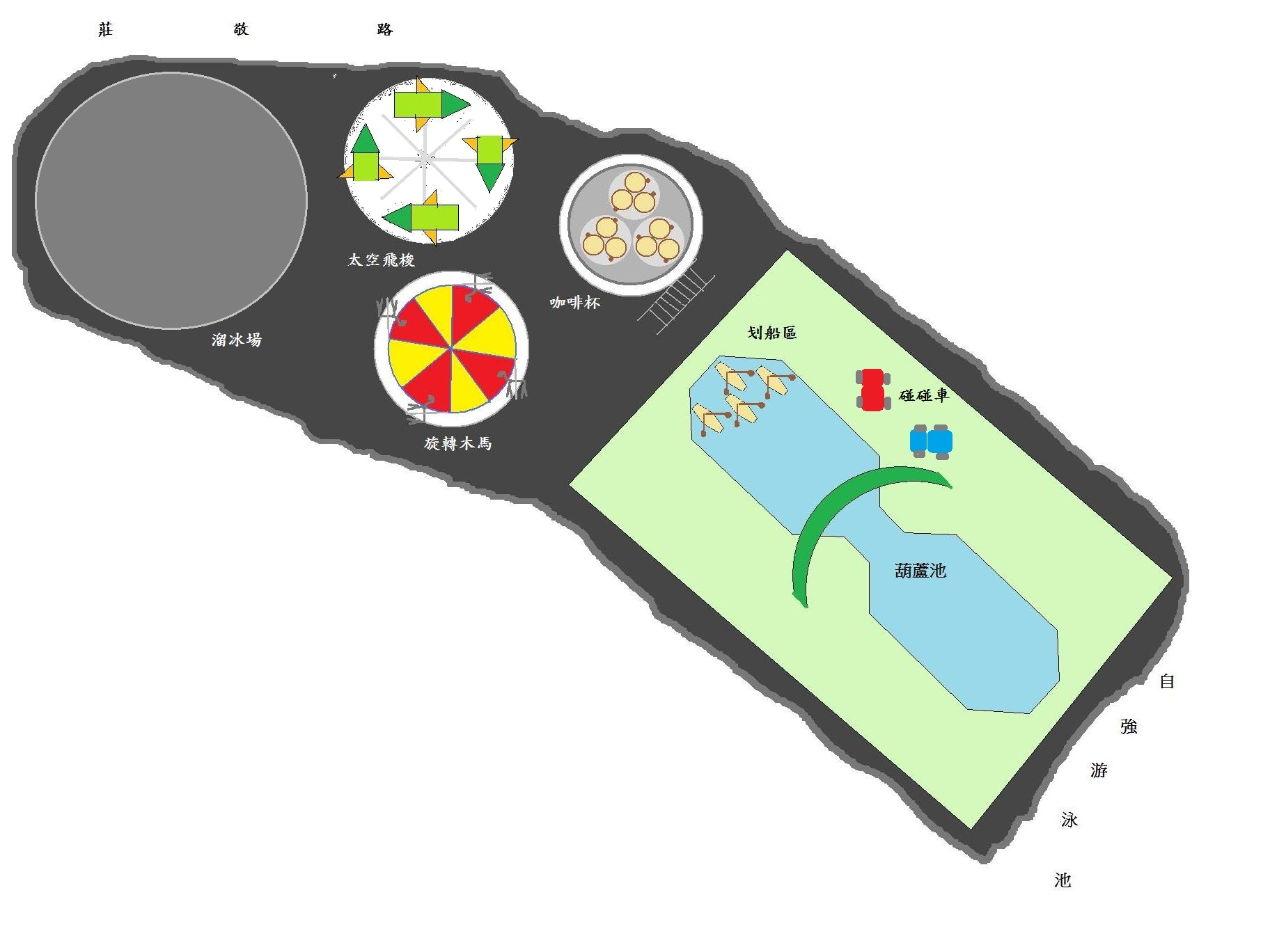
中和市綜合遊樂場示意圖

中和市綜合遊樂園為台灣新北市中和區公立遊樂園，於1983年開園，原址位在中和區莊敬路上，現今已經廢棄改建，一部分成為「中和區公有莊敬停車場」，一部分被納入「自強游泳池」。

### 興建緣由
1979年1月中和鄉改制為中和市，為使升格的中和市民享受現代化的生活，前中和市長呂芳海向軍方索得「中和市綜合遊樂園暨游泳池」用地一公頃餘，並獲補助興建，共用新台幣二千四百二十五萬餘元。於1982年7月1日動工，1983年7月第一期工程的自強游泳池開幕，緊接著第二期工程的機械遊樂設施完工開幕。

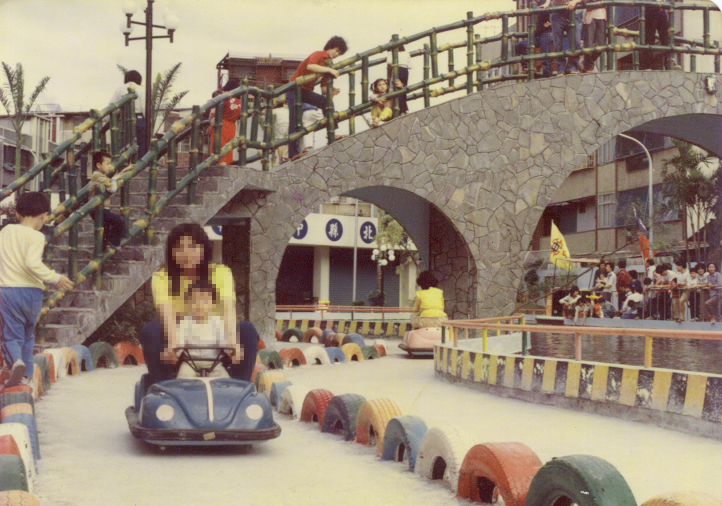
中和市綜合遊樂園碰碰車

### 遊樂園設施
- 太空飛梭：連接懸臂的載具承載遊客後升空旋轉。

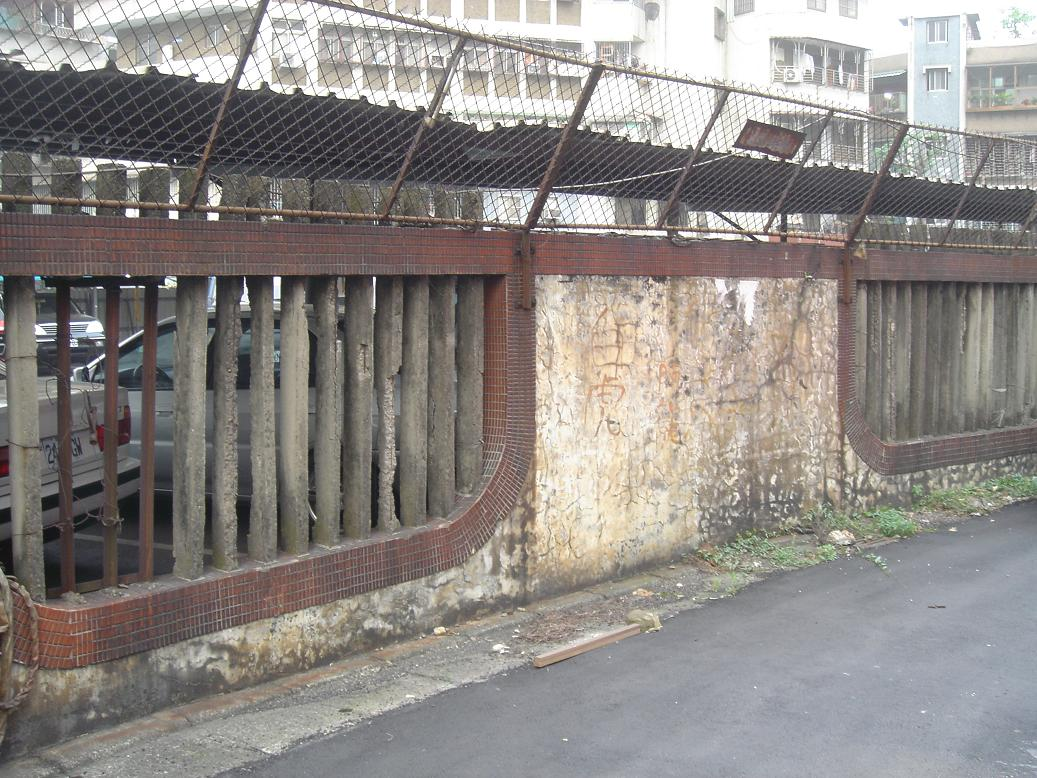
中和市綜合遊樂園殘留的圍牆

- 旋轉木馬
- 碰碰車
- 咖啡杯
- 划船區：葫蘆池，中段有一拱橋橫越。

### 倒閉廢墟時期
開放初期雖曾吸引爆滿人潮，但由於園區面積狹小，遊樂設施競爭力不足，故在入園人數減少、門票收入不足之下，短短幾年內倒閉。1987年，此處已成為鄰近青少年探險的廢墟，長滿芒草。

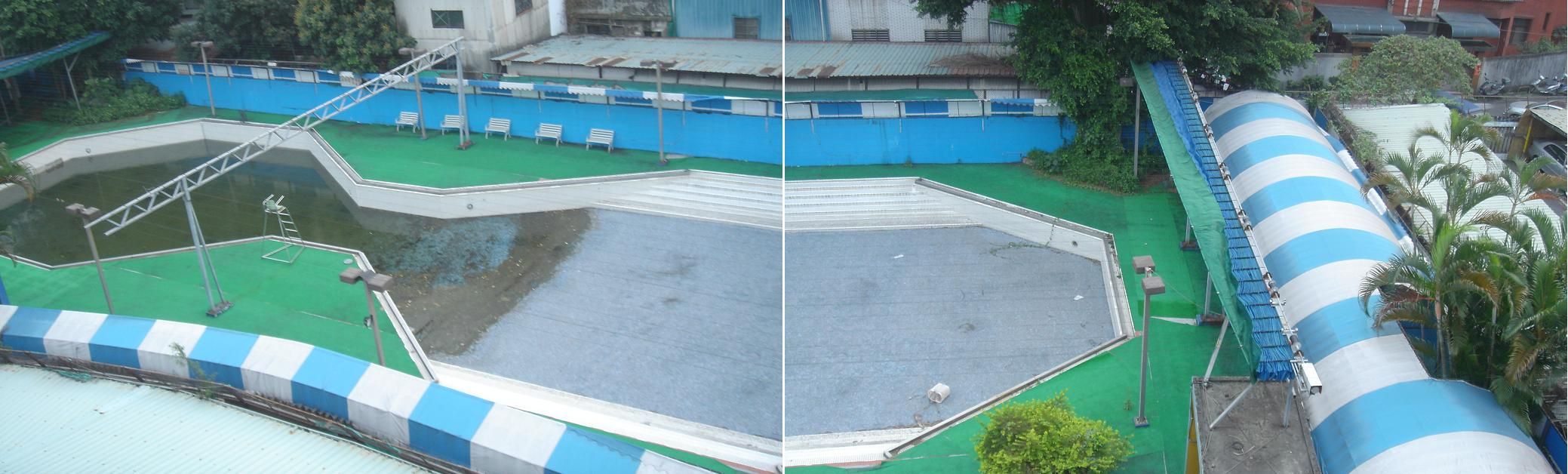
划船區在遊樂園結束後，曾經被納入自強游泳池

### 現狀
目前機械遊樂設施的區域改設中和區公立莊敬停車場，此區的殘跡僅剩圍牆，牆外鄰接「福祥臨時市場」處成為市場的一部分。葫蘆池曾一度納入自強游泳池管理並整修為游泳池。